# Sonderlandeplatz
Beim Sonderlandeplatz (englisch Special Airfield) handelt es sich in Deutschland um einen Flugplatz, auf dem aufgrund einer Genehmigung nach dem Luftverkehrsgesetz motorgetriebene Luftfahrzeuge generell starten und landen dürfen. 
Im Unterschied zu Segelfluggeländen besitzen sie meistens einen ICAO-Code und erlauben weiteren Motorflug neben Flugzeugschlepp,  Fallschirmspringer-Transport und dem Betrieb von Luftsportgeräten. Oft werden Sonderlandeplätze von Luftsportvereinen genutzt.
Im Gegensatz zu einem Verkehrslandeplatz dürfen auf dem Sonderlandeplatz nur der Betreiber und auf Anfrage auch Dritte starten und landen. Es existiert keine Betriebspflicht, Öffnungszeiten sind also nicht vorgeschrieben. 
Im Unterschied zu einem Sonderflughafen ist für einen Sonderlandeplatz nur ein beschränkter Bauschutzbereich nach § 17 LuftVG erforderlich.
Ultraleichtflugzeuge gelten als Sportgeräte und deren Fluggelände als Sonderlandeplätze für Luftsportgeräte (UL)

## Rekorde
Größter Sonderlandeplatz Deutschlands ist der Werkflugplatz von Airbus in Hamburg. 
Als kleinster Sonderlandeplatz Deutschlands bezeichnet sich der Flugplatz Neujellingsdorf. Mit einer Pistenlänge von 360 Metern ist der Flugplatz Baltrum jedoch etwas kleiner.